# Sveučilišna knjižnica u Puli
Sveučilišna knjižnica u Puli je opća znanstvena knjižnica istaknutog regionalnog značaja. Sastavni je dio Sveučilišta Jurja Dobrile u Puli. Zgrada knjižnice danas se nalazi blizu Arheološkog muzeja Istre i Malog rimskog kazališta. Planira se premještaj knjižnice u zapadni dio kompleksa stare bolnice zajedno s ostalim odjelima Sveučilišta u Puli. Preuređenjem ovog kompleksa i otvaranjem studentskog doma, Pula bi konačno trebala dobiti sveučilišni kampus.
Zadaća Sveučilišne knjižnice je prikupljanje publikacija i posredovanje informacija potrebnih u nastavi na visokoškolskim ustanovama koje djeluju u Puli kao i prikupljanje knjižnične građe koja se odnosi na Istru. Zbog veličine i bogatstva fonda (kao najveća knjižnica u hrvatskom dijelu Istre) ima istaknuti položaj među knjižnicama u Istri.

## Povijest
Sveučilišna knjižnica u Puli osnovana je 1949. godine pod nazivom Naučna biblioteka, a preuzela je fond Pokrajinske knjižnice Istre (Biblioteca Provinciale dell’Istria) koja je osnovana 1930. u Puli spajanjem triju većih knjižnica: knjižnice bivšega Pokrajinskog odbora (Biblioteca provinciale dell’Istria, osnovana 1861. u Poreču, a 1922. preseljena u Pulu), pulske Gradske knjižnice (Biblioteca civica, 1903.) i knjižnice Istarskog društva za arheologiju i domovinsku povijest (Società istriana di archeologia e storia patria, osnovana 1884. u Poreču). 
Pokrajinska knjižnica Istre dobivala je od 1932. obvezni primjerak publikacija iz Istre, pa je tako već 1937. imala 41.096 svezaka pretežito na talijanskom jeziku i manjim dijelom na njemačkom jeziku uz samo desetak knjiga na hrvatskom jeziku. Knjižnica je imala opće znanstveni karakter s posebnim naglaskom na povijesne znanosti, osobito na povijest Istre. Između 1943. i 1947. dio fonda odnesen je u Italiju, što je knjižnici nadoknadila talijanska vlada 1961. ustupanjem sredstava za kupnju knjiga u Italiji. Godine 1945. postaje gradska posudbena knjižnica.
Prvi školovani knjižničari koji su zasnovali stručni rad Sveučilišne knjižnice privremeno su ovdje upućeni iz Nacionalne i sveučilišne knjižnice u Zagrebu.
S obzirom na veliki nedostatak knjiga na hrvatskom jeziku, 1950-ih u Sveučilišnoj knjižnici se započinju sustavno nabavljati stare hrvatske knjige. Od 1951. knjižnica je primala izbor obveznog primjerka publikacija iz Hrvatske, a od 1956. dobiva obvezni primjerak sveukupnog tiska s područja Hrvatske. 1950-ih dodijeljeno joj je oko 12.000 svezaka knjiga iz knjižnica bivših talijanskih i njemačkih srednjih škola i knjižni fondovi nakon rata podržavljene i zaplijenjene imovine ustanova iz Istre, npr. stara knjižnica bivšeg benediktinskog samostana u Dajli nedaleko Umaga s oko 4.000 svezaka knjiga, koje su u novije vrijeme najvećim dijelom vraćene crkvenim vlastima. Od 1961. do 1994. njezin vlasnik i osnivač je Općina Pula. Godine 1979. udružena je u Sveučilište u Rijeci, koje je 1994. postalo njezinim vlasnikom i osnivačem. U skladu s time, 1995. dodijeljen joj je sadašnji naziv.	
Od 1968. smještena je u gradskome središtu u zgradi koja je sagrađena 1908. kao njemačka pučka škola. Raspolaže s 1.500 m2, što je nedovoljno za potrebe knjižnice.

## Osnovni podaci
U čitaonicama ima oko 50 mjesta za čitanje. Fond knjižnice sadrži oko 200.000 svezaka knjiga, oko 120.000 svezaka časopisa i novina, oko 40 svezaka i 26 kutija rukopisa znanstvenika iz Istre, 250 doktorskih i magistarskih radova obranjenih na Sveučilištu u Rijeci i drugu knjižničnu građu.
Knjižnica je dobila donacije knjiga Mije Mirkovića, Matka Rojnića, Tone Peruška, njemačke vlade i dr.
Godine 1990. darovana joj je ostavština skladatelja Antonija Smareglije (pisma, fotografije, libreta opera i dr.) u svrhu predstavljanja u spomen-sobi skladatelja u njegovoj rodnoj kući u Puli (spomen-soba je otvorena 5. svibnja 2004. povodom 150-e obljetnice rođenja Antonija Smareglije).

## Fondovi i zbirke
Knjižnica se sastoji od sljedećih fondova i zbirki: 
- Zavičajna zbirka "Histrica" sadrži djela koja su autorom, mjestom tiskanja (do 1945.) ili sadržajem vezana uz Istru: oko 15.000 svezaka monografija, oko 2.200 svezaka časopisa i 384 naslova novina. Ovdje je i 34 svezaka Flaciana - djela Matije Vlačića (Mathias Flacius Illyricus, 1520. – 1575.), rođenog u Labinu, koji je u Njemačkoj djelovao kao reformator;

- "Mornarička knjižnica" sadrži oko 20.000 svezaka knjiga i periodike, osnovana je 1802. u Veneciji; djelovala je u Puli od 1866. do 1918. godine. 1975. vraćena je u Pulu kao poklon Republike Austrije;

- Zbirka starih i rijetkih knjiga i rukopisa sadrži oko 200 svezaka knjiga; među ovima su 4 inkunabule, 155 svezaka knjiga iz 16. stoljeća, 20 knjiga iz 17. stoljeća, Croatica (do 1850.). Sačuvani su i rukopisi i korespondencije istarskih znanstvenika iz 19. stoljeća (Pietra Kandlera, Carla De Franceschija, Tomasa Lucianija, Pietra Stancovicha, Giovannija Andreje Dalla Zonce). Najstariji rukopis je Translatio corporis beate Eufemiae, pergamenski kodeks nastao u Rovinju u 14. stoljeću;

- Bivša "Pokrajinska knjižnica Istre" sadrži oko 30.000 svezaka knjiga i časopisa, pretežito na talijanskom jeziku. Sačuvano je i oko 3.000 svezaka knjiga koje su bile preuzete iz nekadašnje knjižnice austrougarskog "Mornaričkog kasina" (Marinekasino-Bibliothek), osnovanog u Puli 1870. godine;

- Glazbena zbirka sadrži oko 700 svezaka notnih publikacija i fonoteku s 2480 zvučnih zapisa, pretežito klasične glazbe. Najvrjednija građa su 3 sveska autografa partiture opere "Nozze Istriane" (Istarska svadba) istarskog skladatelja Antonija Smareglije;

- Grafička zbirka sadrži slikovnu građu: tiskane grafičke mape nekadašnje obrtničke škole u Puli (541 svezak na njemačkom i talijanskom jeziku), slike i grafičke mape umjetnika iz Istre, stare razglednice, fotografije, plakate i dr.

## Međuknjižnična djelatnost
Knjižnica vodi međuknjižničnu posudbu s knjižnicama u Hrvatskoj i svijetu. Od 1989. knjižnica izrađuje svoju računalnu bibliografsku bazu. Godine 2003. umrežena je u knjižnično-informacijski sustav CROLIST, koji omogućava potpunu automatizaciju knjižničnog rada. U sklopu ovog sustava Knjižnica vodi zajedničku bazu podataka knjižnica pojedinih odjela Sveučilišta u Puli.
Rezultat brige Knjižnice za spomeničke knjižnice u Istri je uređenje starih gradskih knjižnica koje su sačuvane u zavičajnim muzejima u Poreču i Rovinju i knjižnice Franjevačkog samostana u Pazinu, koje sadrže knjižnu građu od nacionalnog značaja. Godine 1995. u knjižnici je otvorena knjigovežnica, čime je osigurana trajna zaštita fonda.
Knjižnica priređuje različite kulturne programe (izložbe, predavanja, predstavljanja knjiga) i bavi se nakladništvom (objavila je 17 knjiga i dvadesetak svezaka časopisa "Istra", 1987. – 1990.; i "Nova Istra" 1996. – 1999.).